# Martha Evans
Martha Evans (née en 2000) est une grimpeuse britannique. Elle participe aux compétitions d'escalade handisport en catégorie RP3, où elle a remporté plusieurs médailles.

## Biographie
En 2019, elle participe aux championnats du monde de Briançon et se place 3e derrière les deux grimpeuses japonaises Aika Yoshida et Momoko Yoshida. Lors de l’édition suivante, à Moscou en 2021, elle décroche la médaille d’argent derrière Lucie Jarrige,.